# 龙马乡 (江孜县)
龙马乡（藏語：ལུང་དམར་），是中华人民共和国西藏自治区日喀则市江孜县下辖的一个乡镇级行政单位。

## 行政区划
龙马乡下辖以下地区：
强旺村、加热村、达龙村、卓热村、宗卓村、萨拉村、西堆村、最康村、卓庆村和龙马村。